# Ici par ici

Ici par ici est un film d'animation québécois réalisé par Diane Obomsawin en 2006.

## Synopsis
Ici par ici est un film autobiographique racontant l'enfance de la cinéaste, entre la France et le Québec. Elle y raconte avec humour le divorce de ses parents qui donne lieu à différentes péripéties.

## Fiche technique
- Titre original : Ici par ici
- Réalisation et scénario : Diane Obomsawin
- Montage : Natacha Dufaux
- Musique : Jean Derome
- Producteur : Marc Bertrand
- Société de production : Office national du film du Canada
- Date de réalisation : 2006
- Format : couleur
- Durée : 9 minutes
- Pays de production :  Canada

## Récompenses
- Meilleur film d'animation court narratif (moins de 35 minutes), Festival international du film d'animation d'Ottawa, 2006